# Pangua

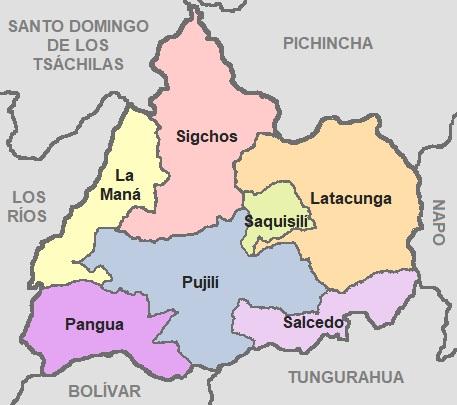
Kantons van de provincie Cotopaxi

Pangua is een kanton in de provincie Cotopaxi in Ecuador en ligt centraal in het land, in de Andes. Het kanton telde 19.877 inwoners in 2001.
Hoofdplaats van het kanton is El Corazón.

## Onderverdeling
Het kanton is onderverdeeld in vier parochies:
- El Corazón
- Moraspungo
- Ramón Campana
- Pinllopata